# Bunchosia diphylla
Bunchosia diphylla là một loài thực vật có hoa trong họ Malpighiaceae. Loài này được (Jacq.) Cuatrec. & Croat mô tả khoa học đầu tiên năm 1980.